# José Elias Pacheco Jordão
José Elias Pacheco Jordão (1817 — 1888) foi um político brasileiro.

## Vida
Foi presidente interino da província de São Paulo por duas vezes, de 10 de agosto a 26 de agosto de 1868 e de 1 de maio a 19 de maio de 1869.